# Sveti Fulrad
Sveti Fulrad (710. – 16. srpnja 784.) bio je opat opatije St. Denis, poznat po svojoj diplomatskoj aktivnosti.
Proglašen je svetim, a spomendan mu je 16. srpnja.